# Space Opera (antología de 1974)
Space Opera es una antología del año 1974, de cuentos clásicos de ciencia ficción editada por el escritor Brian Aldiss.